# Кучево-дождевые облака
Ку́чево-дождевы́е облака́ (ливневые облака, грозовые облака) — хорошо развитые по вертикали конвективные облака в виде плотной массы с тёмно-серым или чёрным основанием, под которым видны полосы падения осадков (вирга).
Развиваются из кучевых облаков, отличаясь от них верхней частью, находящейся на уровнях атмосферы с температурой воздуха ниже −10 °С и состоящей из ледяных кристаллов, и поэтому имеющей нечёткие границы.
По международной классификации облаков называются лат. Cumulonimbus (Cb). На картах погоды наиболее развитые кучево-дождевые облака (с наковальнями) обозначаются символом .
С этими облаками связаны осадки (в жаркую погоду они могут не достигать поверхности земли, испаряясь в подоблачном слое), в ряде случаев шквалистый ветер, грозы, град. Период жизни этих облаков сравнительно короткий — от 30—40 минут до 3—4 часов.
Нижняя граница кучево-дождевых облаков зимой находится обычно на уровне 300—600 м, летом — 600—1200 м, а в сухих регионах (степи, пустыни) и в жаркую погоду может подниматься до 1500—2000 м, иногда (при особенно малой влажности воздуха) и до 3—5 км (в этом случае с кучево-дождевыми облаками может быть связано такое опасное для авиации явление, как микрошквал).
В тёплое время года вершина облака может достигать тропопаузы, а в холодный сезон, когда конвекция выражена слабее, облака более плоские. Обычно облака не образуют сплошного покрова, но часто маскируются в сплошных слоисто-кучевых или высоко-слоистых облаках. При прохождении холодного фронта кучево-дождевые облака могут формировать вал. Солнце сквозь кучево-дождевые облака не просвечивает. При выпадении ливневого дождя часто наблюдается радуга.
Кучево-дождевые облака образуются при неустойчивости воздушной массы, когда происходит активное восходящее движение воздуха. Эти облака часто образуются на атмосферных фронтах, особенно на холодном фронте, наиболее часто — в тёплый период года (вторая половина весны, лето, первая половина осени).

## Виды кучево-дождевых облаков
- Cumulonimbus calvus (Cb calv.) — «лысые». Вершина этих облаков похожа на округлые белые купола волокнистого строения. Это — облако, ещё не достигшее той высоты, когда вершина облака приобретает вид наковальни (Сumulonimbus incus). Более развиты по вертикали, чем кучевые облака. Основание облака шире, чем остальная его часть. Не всегда приводят к грозе.
  - Cumulonimbus calvus arcus (Cb calv. arc.) — «лысые с грозовым валом». Разновидность проявляется образованием в передней части надвигающегося облака тёмного дугообразного облачного вала со шквалом.
- Cumulonimbus capillatus (Cb cap.) — «волосатые». Имеют хорошо выраженное волокнистое перистовидное строение верхней части (подобие веера или наковальни при наблюдении сбоку). С этими облаками связаны гроза, град, шквалистый ветер, ливни.
  - Cumulonimbus capillatus arcus (Cb cap. arc.) — «волосатые с грозовым валом». Разновидность «волосатых» облаков с грозовым валом, как у описанных выше Cb calv.

- - Cumulonimbus incus (Cb inc.) — с наковальней (лат. incus — «наковальня»). Характеризуются растеканием верхней обледеневшей части облака в стороны с формированием огромной «наковальни» над верхней частью облака. Достигает высоты изотермии на границе тропосферы и стратосферы. Восходящие потоки воздуха не могут преодолеть блокирующий слой изотермии, поэтому начинается растекание облака по направлению преобладающего горизонтального потока воздуха. Так формируется «наковальня» в верхней части облака. Если сильные вертикальные потоки воздуха «пробивают» слой изотермии, кучево-дождевое облако на своей вершине имеет быстро меняющуюся округлую ледяную «шапочку» (лат. pileus) — небольшое ледяное облако над кучево-дождевым облаком. Появление pileus — признак господства в атмосфере сильных восходящих потоков при высокой влажности воздуха, ведущих к грозовым штормам.
  - Cumulonimbus humilis (Cb hum.) — плоские. Имеют кучевообразную форму, волокнистую структуру, дают ливневые осадки, но мало развиты по вертикали. Характерны для низкого фона приземной температуры воздуха (+5…+10 °С и ниже), часто наблюдаются в Арктике и подобных регионах.

## Классы кучево-дождевых облаков
- Одноячейковые (Ordinary) — толщиной (вертикальной протяжённостью) от 1—2 км (зимой) до 3—4 км (летом), диаметром 1—3 км. С ними связаны кратковременные ливневые осадки, иногда слабые грозы. Это единственный класс кучево-дождевых, которые бывают зимой в умеренных широтах.
- Мультиячейковые (Multicell) — по сути, состоят из множества ячеек (каждая из которых идентична одноячейковому облаку), слившихся в общее скопление (кластер), у которого формируется единая наковальня сверху. Диаметр такого скопления (кластера) — около 10—15 км, толщина 7—10 км. С ними связаны интенсивные ливни, грозы, шквалы, иногда град. Это самый часто наблюдаемый класс кучево-дождевых облаков в средних широтах летом; также встречаются они (но реже) весной и осенью.
- Суперъячейковые (Supercell) — представляют собой одну ячейку огромных размеров: диаметр порядка 50 км, толщина — 10—15 км (нередко проникают в стратосферу) с единой полукруглой наковальней. С суперъячейкой связана целая система вертикальных и горизонтальных движений воздуха и небольшое барическое возмущение — мезоциклон. Суперъячейки обуславливают сильнейшие грозы и ливни, шквалы, град, зачастую торнадо (смерчи). В средних широтах отмечаются редко (в отдельно взятом пункте не ежегодно), в РФ наиболее часты в Кавказском регионе. Для формирования суперъячейкового облака необходимы очень сильная конвективная неустойчивость воздуха (при этом обычно температура воздуха у земли (до грозы) составляет +27…+30 °С и выше) и мощное струйное течение в верхней тропосфере, резкое усиление скорости ветра с высотой и некоторый поворот его — большие вертикальные сдвиги ветра способствуют завихрённости поднимающегося потока и образованию мезоциклона. Таким образом, благоприятен для формирования суперъячейки тёплый сектор циклона недалеко перед холодным фронтом, вблизи оси высотной фронтальной зоны и соответствующего ей струйного течения.

## Интересные факты
Над вулканами и обширными очагами пожаров возникают пирокумулятивные облака. Они же развиваются и над эпицентрами наземных и воздушных ядерных взрывов. «Ядерный гриб» представляет собой сильно развитое кучево-дождевое облако необычной формы с очень большим вертикальным развитием (вершина достигает высоты 15—20 км и более). Из «ядерных» кучево-дождевых облаков выпадают сильные ливневые дожди, которые тушат значительную часть наземных пожаров, возникших в результате воздействия светового излучения ядерного взрыва.